# احمدزاده
احمدزاده یک نام خانوادگی‌ست. افراد شاخص با این نام از این قرارند:
- سید علی احمدزاده، استاندار کهگیلویه و بویراحمد
- جعفر احمدزاده، کاندیدای دوازدهمین دوره انتخابات مجلس شورای اسلامی در حوزه انتخابیه تهران ری شمیرانات اسلامشهر و پردیس
- روح‌الله احمدزاده کرمانی، رئیس سازمان میراث فرهنگی
- محمد احمدزاده، بازیکن فوتبال
- حبیب احمدزاده، رمان نویس
- محمود احمدزاده، وزیر صنایع و معادن
- کامیار احمدزاده، خواننده
- هاشم احمدزاده، مترجم
- فرشاد احمدزاده، بازیکن فوتبال
- علی احمدزاده، کارگردان